# Marina Karžetskaja
Marina Karžetskaja (* 17. Juni 1973) ist eine estnische Fußballtorhüterin.
Karžetskaja spielt aktuell bei der Frauenfußballabteilung des FC Levadia Tallinn. Auch bestritt sie bisher 14 Länderspiele die Nationalmannschaft Estland.